# محافظة سون لا
محافظة سون لا  ( بالفيتنامية : Sơn La ) هي إحدى محافظات فيتنام. وتقع في شمال غرب.